# Tarr Kft.
A TARR Kft. egy 100%-ban magyar tulajdonú távközlési szolgáltató vállalat. 8 megye több mint 300 településén szolgáltat kábeltévés, optikai és mikrohullámú internet-kapcsolatot, digitális kábeltévés csomagokat, MobilTV alkalmazást, vezetékes- és mobiltelefon szolgáltatásokat.

## Története
A céget 1978-ban alapította id. Tarr János, amikor a cég Szekszárd és Dombóvár részére biztosított kábeltelevíziós műsorszolgáltatásokat. A Tarr Kft. jelen formájában 1990 óta működik, és a folyamatos fejlesztéseknek köszönhetően Magyarország legnagyobb ügyfélkörrel rendelkező, 100%-ban magyar tulajdonú távközlési szolgáltatójává vált.
A cég vezetését 2002 óta az alapító fia, Tarr János végzi.
A cég kezdetben soros, majd 1990-től fokozatosan (korszerűbb) csillagpontos hálózatot épített ki, s az 1990-es évek végén indult meg a kábeltelevíziós gerinc optikai alapra helyezése.
A cég hálózatán először Szekszárdon, 1997-ben indult el a kábeltelevíziós hálózatot gerincként használó internet szolgáltatás (melyet egy független cég, a Cory-Net Kft. végzett), ami a Cory-Net beolvadását követően 2004-ben került a Tarr Kft. szolgáltatási körébe. A telefonszolgáltatás 2008-ban került a cég termékpalettájára, a digitális, nagy felbontású műsorszolgáltatással (HDTV) együtt.
2010 januárjában történt meg a zalaegerszegi központú Zelka Zrt. közel 35 000 előfizetőjének integrálása a Tarr Kft. hálózatába.
A bevételeket a cég folyamatos fejlesztésekre fordította, ennek eredményeképp jelenleg több mint 300 település (Zala, Vas, Tolna, Somogy, Baranya, Bács-Kiskun, Veszprém és Fejér vármegyék területén) több mint 100 000 ügyfelét szolgálja ki IP- és kábeltévé, internet, mobil- és vezetékes telefon szolgáltatással, továbbá televíziók eladásával.
Magyarországon először a Tarr Kft. szolgáltatási területén indult az új HBO GO streaming szolgáltatás 2011-ben.
A cég saját fejlesztésű streaming szolgáltatását Tarr MobilTV néven 2014 őszén indította el.
2019 őszétől érhető el szolgáltatási területén az FTTH (Gpon) optikai internet és digitális televíziós szolgáltatás.